# Carl Rosa
Carl Rosa, né Karl August Nicolaus Rose le 22 mars 1842 à Hambourg et mort le 30 avril 1889 à Paris, est un violoniste, chef d'orchestre et impresario allemand.

## Biographie
Il fait ses premières tournées en tant que violoniste à l'âge de douze ans, en Allemagne, mais aussi en Angleterre et au Danemark. En parallèle, il fait des études au Conservatoire de Leipzig et au Conservatoire de Paris. De 1963 à 1965, il est violoniste soliste à Hambourg. Il donne un concert au Crystal Palace de Londres le 10 mars 1866, puis fait une tournée aux États-Unis avec Bateman. Il rencontre, pendant sa tournée, la chanteuse Euphrosyne Parepa qu'il épouse à New York en 1867. Ils fondent tous deux une troupe lyrique anglaise et font des tournées aux États-Unis jusqu'en 1871. Ils rentrent ensuite à Londres.
Après la mort de sa femme en 1874, Carl Rosa produit de nombreux opéras en anglais dans divers théâtre de Londres. Il fonde en 1875 la Carl Rosa Opera Company qui, à partir de 1883, joue régulièrement au théâtre royal de Drury Lane. La troupe rencontre de grands succès, même après la mort de Carl Rosa en 1889. La reine Victoria lui accorde le titre de Royal Carl Rosa Opera Company en 1893. La compagnie continue ses activités jusqu'en 1958.